# Prueba de la oxidasa

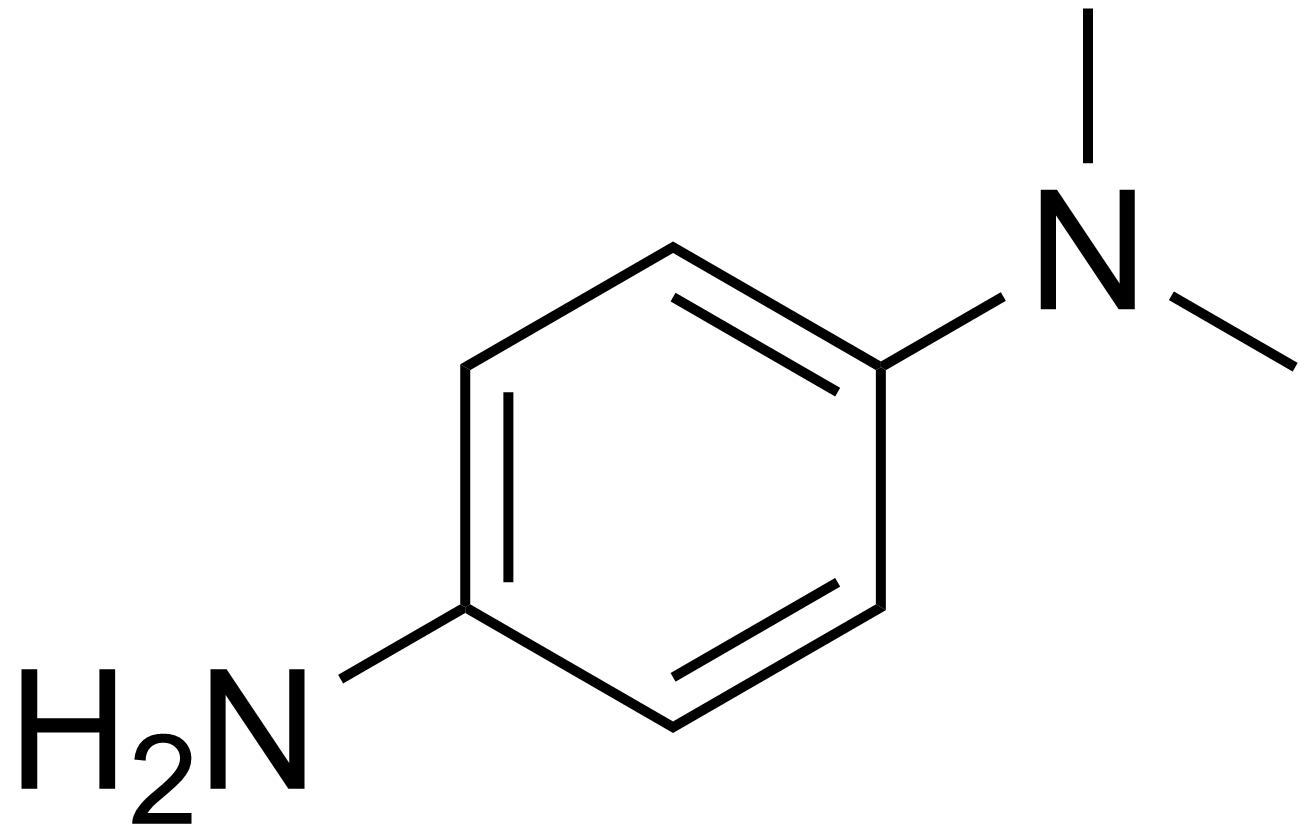
DMFD

TMFD

La prueba de oxidasa es una prueba usada en microbiología para determinar si una bacteria produce alguna de las citocromo c oxidasas. La prueba hace uso de discos impregnados con el reactivo N,n,n,n-tetrametil-p-fenilendiamina (o TMFD) o N,N-Dimetil-p-fenilendiamina (o DMFD), el cual también es un indicador redox. El reactivo pasa de azul oscuro a granate al ser oxidado, y se vuelve transparente al ser reducido. Las bacterias oxidasa positiva poseen citocromo oxidasa o indofenol oxidasa (una hemoproteína). Ambas catalizan el transporte de electrones de compuestos donantes (NADH) a receptores de electrones (por lo general el oxígeno). En la prueba, el reactivo TMFD actúa como donante artificial de electrones para la enzima oxidasa. El reactivo oxidado forma el compuesto coloreado de indofenol azul. El sistema citocromo está normalmente presente solo en los organismos aerobios capaces de usar el oxígeno como aceptor final de hidrógeno. El producto final de este metabolismo puede ser agua o peróxido de hidrógeno.

## Clasificación
La prueba separa en las posibles cepas Oxidasa positiva u oxidasa negativa.

### Oxidasa positiva
Significa que la bacteria sí posee citocromo c oxidasa, por lo que puede usar oxígeno en la producción de energía con una cadena de transporte de electrones. Un ejemplo de identificación pre-eliminar es la identificación de los géneros Neisseria y Moraxella, el cual Neisseria es un diplococo y Moraxella un coco y cocobacilo no fermentador que puede confundirse con Neisseria y los dos son Gram-negativos oxidasa positiva.
Muchos Gram-negativos, como los bacilos curvados como Helicobacter pylori, Vibrio cholerae y Campylobacter jejuni son oxidasa positiva.

### Oxidasa negativa
Las enterobacterias son las típicas oxidasa negativa. El que no la poseen significa que no puede usar el oxígeno en la cadena de transferencia de electrones o aplican una citocromo diferente para transferir electrones al oxígeno.

## Procedimiento
1. Cada disco se moja con unas cuatro asadas de agua desionizada.
2. Con el asa bacteriológica se transfiere una gran masa de bacteria pura al disco
3. Se observa el disco por tres minutos, en ese tiempo el área de inoculación debe pasar entre azul oscuro y granate o incluso negro, entonces los resultados son positivos. Si no hay cambio en esos tres minutos, la prueba es negativa.

La prueba también es posible de hacer en placas de Agar Tripticasa soya con la bacteria inoculada en línea y poniendo 2-3 gotas del reactivo en la superficie de cada organismo a poner a prueba